# William Hewlett
William "Bill" Redington Hewlett (20 de maig de 1913 – 12 de gener de 2001) fou un enginyer nord-americà i cofundador, amb David Packard, de l'empresa Hewlett-Packard.

## Infantesa i educació
Hewlett va néixer a Ann Arbor, Michigan on el seu pare feia de professor a l'Escola de Medicina de la Universitat de Michigan. El 1916 la família va traslladar-se a San Francisco quan el seu pare, Albion Walter Hewlett, va obtenir una feina equivalent a la facultat de Medicina de la Universitat Stanford, que en aquella època estava a San Francisco. Va ser admès a Stanford com a favor per al seu difunt pare que s'havia mort de tumor cerebral el 1925.
Hewlett va llicenciar-se a Stanford el 1934, va obtenir un màster en enginyeria elèctrica a l'MIT el 1936, i el títol d'enginyer elèctric de Stanford el 1939. El 1999, es va inaugurar el William R. Hewlett Teaching Center a Stanford en honor seu. L'edifici està al costat del David Packard Electrical Engineering Building.

## Hewlett-Packard
Hewlett va tenir de professor durant la carrera a Fred Terman, i hi va conèixer David Packard. Packard i ell van començar a parlar de fundar una empresa l'agost de 1937, i van fundar Hewlett-Packard com a societat l'1 de gener de 1939. Es van jugar a cara o creu l'ordre dels noms. El seu primer gran èxit fou quan la Disney va comprar uns quants oscil·ladors d'àudio dissenyats per Hewlett per utilitzar-los en la producció de la pel·lícula Fantasia. L'empresa es va constituir en societat anònima el 1947 i va sortir a borsa el 1957. Bill Hewlett i Dave Packard estaven molt orgullosos de la seva cultura d'empresa, que es va conèixer com a HP Way (l'estil d'HP). La HP Way és una cultura corporativa que reivindica no centrar-se únicament en fer diners, sinó també en respectar i fomentar el creixement dels empleats. Hewlett va presidir l'Institute of Radio Engineers el 1954.
Va ser president d'HP des de 1964 fins 1977, i en fou conseller delegat entre 1968 i 1978, quan el va succeir John A. Young. Va continuar com a president del comitè executiu fins 1983, i després va ser vicepresident del consell fins 1987.
Steve Jobs, als dotze anys, va telefonar en Hewlett (el seu número sortia a la guia telefònica) i li va demanar peces per un comptador de freqüència que estava muntant. Hewlett, impressionat amb la determinació del jove Jobs, li va oferir una feina d'estiu muntant comptadors de freqüència. A partir de llavors, Jobs va passar a admirar HP com a empresa, considerant-la una de les poques empreses (les altres eren Disney i Intel) que s'havien fundat “per durar, no sols fer diners”.

## Altres empreses
Hewlett va tenir el càrrec de Director al Chase Manhattan Bank (després JPMorgan Chase) entre 1969 i 1980. També fou nomenat al Consell de Direcció de Chrysler el 1966, càrrec que va mantenir fins 1983.

## Filantropia
A partir de la dècada de 1960, Hewlett va dedicar bona part del seu temps i els seus diners a nombroses causes filantròpiques. El 1966, William Hewlett i la seva dona Flora van crear la Fundació William and Flora Hewlett, que es va convertir en una de les fundacions privades més importants dels Estats Units. Apart de la fundació, Hewlett va donar milions a universitats, escoles, museus i organitzacions sense ànim de lucre. La Universitat Stanford en va ser un dels principals beneficiaris.

## Servei Militar
Hewlett va estar a l'exèrcit durant la Segona Guerra Mundial com a oficial de comunicacions (Signal Corps). Després va dirigir la secció d'electrònica de la Divisió de Desenvolupament, una nova secció del Departament de Guerra. Després de la guerra, va formar part d'un equip especial que va inspeccionar la indústria japonesa.

## Vida privada
El 1939 es va casar amb Flora Lamson Hewlett, i van tenir cinc fills: Eleanor, Walter, James, William i Mary. Hi ha dotze nets.
La seva dona Flora va morir el 1977. El 1978, Hewlett es va casar amb Rosemary Bradford Hewlett.
Hewlett treballava a favor de la conservació de la natura, i li agradaven les excursions. Com a fotògraf i botànic aficionat va fer moltes fotos i va prendre mostres de flors silvestres. Algunes d'aquestes mostres es van donar a l'Acadèmia de Ciències de Califòrnia.
Va morir d'un atac de cor a Palo Alto, Califòrnia, el 12 de gener de 2001, i està enterrat a Los Gatos Memorial Park, San José.